# Trgovsko ime
Trgovsko ime, poslovno ime ali industrijsko ime je psevdonim, ki ga uporabljajo podjetja, ki ne poslujejo z registriranim imenom podjetja. Trgovska imena se štejejo med "izmišljena" imena podjetij. Registracija izmišljenega imena je pogosto potrebna pri ustreznem državnem organu.
V številnih državah se za označevanje trgovskega imena uporablja besedna zveza "trguje kot" (v angleščini skrajšano kot t/a). V Združenih državah se med drugim uporablja besedna zveza "posluje kot " (skrajšano v DBA, dba, d.b.a ali d/b/a) ali druge, kot npr. privzeto ime podjetja ali izmišljeno ime podjetja. V Kanadi se uporabljata "operira kot" (skrajšano o/a) in "trguje kot", čeprav se včasih uporablja tudi "posluje kot".
Podjetja običajno uporabljajo trgovsko ime za poslovanje z enostavnejšim imenom, namesto da bi uporabljala svoja formalna in velikokrat daljša imena. Trgovska imena se uporabljajo tudi takrat ko želenega imena ni mogoče registrirati (zato ker je to bodisi že registrirano bodisi je preveč podobno drugemu registriranemu imenu).

## Pravni vidiki
Uporaba enega (ali več) izmišljenega poslovnega imena ne ustvari ene (ali več) ločenih pravnih oseb. Razlikovanje med uradnim (registriranim) imenom in trgovskim imenom podjetja je pomembno, saj izmišljena imena podjetij ne predstavljajo vedno pravno odgovornega subjekta.
Pravni dogovori (kot so pogodbe) se običajno sklepajo z uporabo registriranega pravnega imena podjetja. Če se družba ne drži dosledno tovrstnih pravnih formalnosti, je lahko podjetje predmet prelaganja odgovornosti na njene delničarje.